# Ferganasaure
El ferganasaure (Ferganosaurus) és un gènere de dinosaure descrit per primera vegada l'any 2003 per Alifanov i Averiànov. L'espècie tipus és Ferganasaurus verzilini. Era un sauròpode similar al Rhoetosaurus. Les seves restes fòssils foren descobertes l'any 1966 a la nació de l'Àsia central Kirguizstan i daten del Cal·lovià del Juràssic mitjà.